# Дно океану

Мапа будови дна Світового океану

Структурні елементи будови дна Світового океану

Дно океану — вся поверхня планети (3/4), що вкрита товщею вод океанів, морів, заток та ін. Воно не менше багатоманітне, ніж суходол. Тут є хребти, розколини і долини. Основні частини дна:
- підводна околиця материка,
- ложе океану,
- глибоководні жолоби,
- серединно-океанічні хребти.

## Підводна околиця материка
Підводні околиці материків складаються з шельфу, материкового схилу і материкового підніжжя. Шельф опоясує континентальну сушу. Він представляє з себе підводну рівнину з невеликим нахилом, в якій є скельні утворення. Глибина шельфу в середньому приблизно 130 метрів. Проте на берегах, схильних до обмерзання, в шельфі за рахунок руху льодовиків утворюються поглиблення: западини і улоговини. Подібні поглиблення є біля берегів штату Мен, уздовж берегової лінії Норвегії, Аляски, в південній частині берега Чилі, в затоці Святого Лаврентія.
- На формування рельєфу шельфу істотний вплив надала всесвітнє заледеніння. В цю епоху на суходолі утворилися крижані маси, а рівень океану знизився. Таким чином в нинішніх ділянках шельфу утворилися дельти річок — особливості рельєфу, що збереглися після того, як шельф знову покрився водою. Також в льодовиковий період на межах материків утворилися абразійні платформи. На ділянках шельфу, колишніх суходолів в льодовикову епоху, археологи знаходять предмети людського побуту і кістки мамонтів.
- Межа між шельфом і материковим схилом — брівка, як правило, чітка. Кут нахилу материкового схилу в середньому дорівнює 4°. Проте, в деяких місцях схил може бути дуже крутим. Схил звичайно має східчастий профіль, в уступи чергують з горизонтальними уступами. Материковий схил, як правило, перетнутий підводними каньйонами. Каньйони мають глибину 300 м і більше. Найглибший каньйон — Великий багамський. Його глибина 5 000 м. Вважають, що східчастий профіль схилу і підводні каньйони утворилися в результаті тектонічного руху.
- Материкове підніжжя, що займає проміжне положення між материковим схилом і ложем океану, має горбистий рельєф. Глибина підніжжя від 3 500 м. В ньому є скупчення осадкових порід, утворені каламутними потоками й обвалами.

## Океанічне ложе
Океанічне ложе має глибину від 3,5 до 6 км. Його рельєф плаский або горбистий. Також є підводні гори, деякі вулканічного походження. Вулканічні гори в Тихому океані називають гайотами. Ширина їх близько 60 км, довжина — близько 280 км. Вершини гайотів досягають глибини 100—2000 м. На вершинах океанічних гір утворюються атоли.

## Глибоководні жолоби
Глибоководні жолоби мають глибину 7—11 км. Їх особливо багато в Тихому океані. Тут пролягає найглибший Маріанській жолоб (11 022 м). Є глибоководні жолоби і в Індійському, і в Атлантичному океанах.

## Серединно-океанічні хребти
Серединно-океанічні хребти мають високу сейсмічність і вулканізм. Їхня мережа простягається на понад 60 000 км. Хребти відзначені поперечними розломами. Рельєф плоский або горбистий. У типовому випадку складається з фундаменту, який утворений у верхній частині базальтами, і чохла глибоководних опадів, представлених червоними глибоководними глинами, вапняковим біогенним мулом. Також є підводні гори, деякі вулканічного походження.

## Рельєф океанічного дна
Підводний рельєф не менше різноманітний, ніж рельєф материків. Тут маються хребти, розколини і долини. Основні частини дна — шельф, материковий схил, ложе океану, глибоководні жолоби, серединно-океанічні хребти, підводні улоговини, океанічні плато.
Підводна окраїна материка складається з шельфу (мілини), материкового схилу і материкового підніжжя.
Платформа, що облямовує континенти і називається материковою обмілиною, або шельфом, досить нерівна. На зовнішній стороні шельфу зустрічаються скельні виступи; середня глибина зовнішнього краю (брівки) шельфу становить близько 130 метрів. На формування рельєфу шельфу істотний вплив зробило всесвітнє заледеніння. У цю епоху на суші утворилися крижані маси, а рівень океану знизився. Таким чином в нинішніх ділянках шельфу утворилися дельти річок — особливості рельєфу, що збереглися після того, як шельф знову покрився водою. Також в льодовиковий період на кордонах материків утворилися абразійні платформи. На ділянках шельфу, колишніх сушею в льодовикову епоху, археологи знаходять предмети людського побуту і кістки мамонтів. На берегах, які були піддані обледенінню, в шельфі за рахунок руху льодовиків утворилися поглиблення: западини і відроги (улоговини). Подібні поглиблення є біля берегів штату Мен, уздовж берегової лінії Норвегії, Аляски, у південній частині берега Чилі, в затоці Святого Лаврентія.
Розповідаючи про материковий схил, можна відзначити такі особливості: по-перше, він зазвичай утворює чітку і добре виражену границю із шельфом, по-друге, майже завжди його перетинають глибокі підводні каньйони. Біля нижньої межі схилу в Атлантичному та Індійському океанах розташовується поверхня, що одержала назву материкового підніжжя. На периферії Тихого океану материкове підніжжя зазвичай відсутнє.
Кордон між шельфом і материковим схилом (брівка), як правило, чітка. Кут нахилу материкового схилу в середньому дорівнює 4 °. Проте, в деяких місцях схил може бути дуже крутим. Схил зазвичай має ступінчастий профіль — уступи чергуються з горизонтальними ступенями. Материковий схил, як правило, пересічений підводними каньйонами. Каньйони мають глибину 300 м і більше. Найглибший каньйон — Великий Багамський. Його глибина — 5 км. Вважають, що ступінчастий профіль схилу і підводні каньйони утворилися в результаті тектонічного руху.
Материкове підніжжя, що займає проміжне положення між материковим схилом і ложем океану, має горбистий рельєф. Глибина підніжжя — від 3,5 км. У ньому є скупчення осадових порід, утворені каламутнимі потоками і зсувами.

## Острови, гори і серединно-океанічні хребти
Підводні океанічні гори вулканічного походження, які в результаті хвильової абразії мають зрізану вершину, називають гайотами. Вершини гайотов розташовані на глибині від 1-2 км до декількох метрів від поверхні океану. У тропічній зоні на вершинах океанічних гір можуть утворюватися атоли. Гори можуть підніматися над поверхнею і утворювати вулканічні острови.
Серединно-океанські хребти мають протяжність понад 60 000 км. Хребти відзначені поперечними розломами. Серединно-океанічні хребти являють собою гірські утворення завширшки в кілька сотень кілометрів і висотою близько 2-3 км. Вони складаються з декількох паралельних гірських гряд. Їхні схили опускаються до ложа океану широкими ступенями. У найвищій центральній частині уздовж гребенів тіло хребта прорізають так звані рифтові ущелини. Рифтові ущелини і рифтові зони в геологічному відношенні надзвичайно цікаві: тут висока сейсмічна активність і кожен день буває до 100 землетрусів. Також сильно розвинена і вулканічна активність. У стінках рифтового ущелини і на гребенях прилеглих до нього рифтових гряд оголюються глибинні породи Землі.
Ще один різновид підводних хребтів — вулканічні хребти. Вони складаються з ланцюжків підводних вулканів.
На ложі океанів зустрічаються і так звані вали — широкі масивні підняття з сильно пологими схилами. Система валів ділить ложе Тихого океану на кілька великих улоговин: Північно-Західну, Північно-Східну, Маріанську, Центральну, Південну, Беллінсгаузена, Чилійську, Панамську. Є ще одна особливість будови океанського ложа — так звані зони розломів. Це вузькі і надзвичайно довгі смуги складно роздробленого дна; то круті скидний уступи, то гребені і жолоби, то просто складний розчленований рельєф.
Вершини деяких гір і хребтів виступають вище рівня моря, утворюючи океанічні острови (Гаваї, острів Пасхи, Острів Святої Єлени, Азорські острови), інші увінчані кораловими спорудами (коралові атоли).

## Підводні каньйони
Каньйони, врізані в морське дно на 300 метрів і більше, зазвичай вирізняються крутими стінками, вузьким днищем і звивистістю. Найглибший з відомих підводних каньйонів — Великий Багамський — врізаний майже на 5 км. Незважаючи на схожість з однойменними утвореннями на суші, підводні каньйони у своїй більшості не є давніми річковими долинами, зануреними нижче рівня океану.

## Біологія дна
Лише невелика частина морського дна знаходиться в зоні світлового потоку, де рослини висвітлюються достатньою кількістю сонячного світла для фотосинтезу. Ця евфотична зона обмежується внутрішніми морями і районами, розташованими вздовж узбережжя. Сукупність гідробіонтів — водних організмів, що мешкають на поверхні ґрунту та в товщі ґрунту дна океану, називається бентосом.